# Antonio Galdo
Antonio Galdo (Napoli, 17 ottobre 1957) è un giornalista e scrittore italiano.

## Biografia
Vive a Roma, dove ha fondato e dirige il sito Non sprecare.it, leader in Italia sui temi della sostenibilità basata sui 17 obiettivi per lo Sviluppo Sostenibile dell’Agenda 2030 dell’ONU. La bussola editoriale del sito è contenuta in diversi libri scritti da Galdo: Non sprecare, Basta poco, L’egoismo è finito (tutti pubblicati da Einaudi), Vivi lieve (Mondadori), Il Mito infranto: come la falsa sostenibilità ha reso il mondo più ingiusto (Codice edizioni). In particolare, in quest’ultimo testo, pubblicato nel 2025, Galdo denuncia la deriva in atto sotto l’ombrello del dilagante abuso della parola sostenibilità, che nei fatti non può esistere se prescinde dalla riduzione delle diseguaglianze. Al contrario, nella sua falsa versione e applicazione, il modello di sviluppo green sta aumentando le disparità, creando nuove fratture, nuovi muri e nuovi privilegi.
Alla stessa linea editoriale è ispirato il Premio Non sprecare, che Galdo ha creato nel 2009 e attualmente dirige e realizza in collaborazione con l’università LUISS.
Nel corso della sua lunga carriera Galdo ha lavorato per tutti i più importanti giornali italiani e in televisione, per oltre dieci anni, con Enzo Biagi. Il suo percorso professionale è iniziato al quotidiano Il Mattino, dove scrive da cronista quando è ancora studente universitario. Qualche anno dopo la laurea in Economia e Commercio, e dopo diverse esperienze di lavoro con varie testate a Napoli, Roma, Londra e Milano, si trasferisce definitivamente a Roma. Qui diventa una firma di punta del settimanale Panorama, dove resta per circa vent'anni, e intanto firma, da autore, diversi programmi televisivi (tra questi La storia della classe dirigente in Italia per Rai Educational) e radiofonici (tra questi I Palazzi del potere, Fabbriche, Vite sprecone) per Radio 2 e per Radio 3.
Galdo si molto occupato anche della società italiana, che ha raccontato con una serie di inchieste sul territorio, in tutte le regioni del Paese. E con alcuni libri, come L’eclissi della borghesia e Il Popolo e gli Dei (entrambi pubblicati dalla casa editrice Laterza), scritti con Giuseppe De Rita, il più autorevole sociologo italiano. 
Ha avuto due brevi parentesi di direttore. La prima, quando a soli 28 anni creò il mensile Itinerario a Napoli, ispirandosi a una continuità editoriale e culturale con la rivista Nord e Sud, fondata da Francesco Compagna nel 1954, dopo avere lasciato Il Mondo di Mario Pannunzio. Galdo conosceva bene la parabola di Nord e Sud, in quanto agli inizi della sua carriera aveva scritto diversi articoli anche per la rivista di Compagna. Rinunciò alla direzione di Itinerario nel 1989, per trasferirsi a Milano, da dove ha fatto per due anni l’inviato speciale per un network di quotidiani, tra i quali Il Mattino, Il Gazzettino Veneto, Il Secolo XIX, La Sicilia,  La Gazzetta del Mezzogiorno e Il Messaggero. La seconda parentesi di direttore, tra il 2008 e il 2010, è durata meno di due anni, durante i quali Galdo ha diretto il quotidiano L'Indipendente  provando a farlo diventare la voce dei “Moderati rivoluzionari”. Un tentativo che si concluse, però, con la vendita del giornale.

## Opere
- Denaro Contante, Rizzoli, 1990
- Intervista a Giuseppe De Rita sulla borghesia in Italia, Laterza, 1996
- Ospedale Italia, Il Saggiatore, 1998
- Guai a chi li tocca. L'Italia in ostaggio delle corporazioni: dai medici ai ferrovieri, dai gondolieri ai magistrati, Arnoldo Mondadori Editore, 2000
- Capolinea a Nordest, con Giuseppe De Rita, Marsilio, 2001
- Saranno potenti? Storia, declino e nuovi protagonisti della classe dirigente italiana, Sperling & Kupfer, 2003
- Pietro Ingrao, il compagno disarmato, Sperling & Kupfer, 2004
- Fabbriche. Storie, personaggi e luoghi di una passione italiana, Einaudi, 2007
- Non Sprecare, Einaudi, 2008
- Basta Poco, Einaudi, 2011
- L'eclissi della borghesia, con Giuseppe De Rita, Laterza, 2011
- Non Sprecare edizione tascabile, Einaudi, 2012
- L'egoismo è finito, Einaudi, 2012
- Il Popolo e gli Dei con Giuseppe De Rita, Laterza, 2014
- Ultimi, così le statistiche condannano l'Italia Einaudi, 2016
- Prigionieri del presente con Giuseppe De Rita Einaudi, 2018
- Vivi lieve Mondadori, 2019
- Gli sbandati: la nuova classe dirigente e le scuole del potere, Il Sole 24 Ore Edizioni, 2021
- Il Mito infranto: come la falsa sostenibilità ha reso il mondo più ingiusto, Codice Edizioni, 2025